# Gentiana × ambigua
Gentiana × ambigua là một loài thực vật có hoa nguồn gốc lai ghép trong họ Long đởm. Loài này được August von Hayek mô tả khoa học đầu tiên năm 1908.
Nó là sản phẩm lai ghép giữa Gentiana brachyphylla và Gentiana verna. Phân bố tại Áo và Đức.